# Gare de Thuin
Ne doit pas être confondue avec la gare de Thuin-Ouest, ancienne gare de la ligne 109 désormais exploitée par le Tramway Lobbes Thuin.
La gare de Thuin (anciennement gare de Thuin-Nord) est une gare ferroviaire belge de la ligne 130A, de Charleroi à Erquelinnes (frontière), située à proximité du centre de la ville de Thuin dans la province de Hainaut en Région wallonne.
Elle est mise en service en 1852 par la Compagnie du chemin de fer de Charleroi à la frontière de France avant d'être reprise par la Compagnie du Nord - Belge en 1854. C'est une halte voyageurs de la Société nationale des chemins de fer belges (SNCB) desservie par des trains du réseau suburbain de Charleroi (trains S).

## Situation ferroviaire
Établie à 123 mètres d'altitude, la gare de Thuin est située au point kilométrique (PK) 14,90 de la ligne 130A, de Charleroi à Erquelinnes (frontière), entre les gares de Hourpes et de Lobbes.

## Histoire
La station de Thuin est mise en service, le 6 novembre 1852, par la Compagnie du chemin de fer de Charleroi à la frontière de France, lorsqu'elle ouvre à l'exploitation sa ligne de Charleroi-Sud à Erquelinnes. Elle devient une gare de la Compagnie du Nord - Belge lorsqu'elle reprend l'exploitation de la ligne le 1er janvier 1854.
Au début des années 1880, elle est dénommée « gare de Thuin (Nord) » pour la distinguer de la « gare de Thuin (Ouest) » qui est mise en service sur la ligne de Mons à Chimay via Lobbes. Le 1er octobre 1916, son nom est modifié en « gare de Thuin-Nord ».
Sa dénomination officielle est de nouveau changée le 23 mai 1982 en « gare de Thuin ».
Le 1er juillet 2006, le guichet est fermé par la SNCB. Des négociations ont lieu entre la ville et la SNCB pour déterminer l'avenir du bâtiment voyageurs en mauvais état comme l'ensemble des installations. Le bourgmestre veut obtenir un bail emphytéotique gratuit avant d'engager des travaux de rénovation et réaménagement du bâtiment.
L'inauguration du bâtiment voyageurs restauré et réaffecté a lieu le 20 mars 2012, bien qu'il soit ouvert depuis le mois de janvier. Il abrite désormais la « Maison de l'Emploi de la ville de Thuin ».

## Service des voyageurs

### Accueil
Halte SNCB, c'est un point d'arrêt non géré (PANG) à accès libre. Elle comporte deux quais avec abris.
Un souterrain permet la traversée des voies et le passage d'un quai à l'autre. Le quai adjacent au bâtiment est inutilisé depuis la mise à simple voie en 2020.

### Desserte
Thuin est desservie par des trains Suburbains (S) de la SNCB, qui effectuent des missions sur la ligne 130A Charleroi - Erquelinnes en tant que ligne S63 du RER de Charleroi (voir brochure SNCB de la ligne 130A).
En semaine, la desserte cadencée à l'heure est constituée de trains S63 entre Maubeuge ou Erquelinnes et Charleroi-Central renforcés par trois trains P ou S63 supplémentaires d’Erquelinnes à Charleroi-Central (deux le matin, un l’après-midi) et trois trains S63 supplémentaires de Charleroi-Central à Erquelinnes (un le matin, deux l’après-midi).
Les week-ends et jours fériés, la desserte est réduite à des trains S63 entre Maubeuge et Charleroi-Central circulant toutes les deux heures.

### Intermodalité
Un parc pour les vélos et un parking pour les véhicules y sont aménagés. Il n'y a pas d'arrêt de bus à proximité immédiate de la gare, le centre-ville est desservi par les lignes 91, 109a, 192 et 194.

## Comptage voyageurs
Ce graphique et tableau montre le nombre de voyageurs embarquant en moyenne durant la semaine, le samedi et le dimanche.
| Nombre de passagers qui embarquent à la gare de Thuin | Nombre de passagers qui embarquent à la gare de Thuin | Nombre de passagers qui embarquent à la gare de Thuin | Nombre de passagers qui embarquent à la gare de Thuin |
|                                                       | Semaine                                               | Samedi                                                | Dimanche                                              |
| ----------------------------------------------------- | ----------------------------------------------------- | ----------------------------------------------------- | ----------------------------------------------------- |
| 1977                                                  | 732                                                   | 185                                                   | 125                                                   |
| 1978                                                  | 664                                                   | 192                                                   | 131                                                   |
| 1979                                                  | 673                                                   | 159                                                   | 101                                                   |
| 1980                                                  | 629                                                   | 167                                                   | 98                                                    |
| 1981                                                  | 667                                                   | 182                                                   | 109                                                   |
| 1982                                                  | 589                                                   | 190                                                   | 80                                                    |
| 1983                                                  | 553                                                   | 152                                                   | 64                                                    |
| 1984                                                  | 514                                                   | 152                                                   | 95                                                    |
| 1985                                                  | 533                                                   | 100                                                   | 131                                                   |
| 1986                                                  | 388                                                   | 94                                                    | 99                                                    |
| 1987                                                  | 434                                                   | 124                                                   | 75                                                    |
| 1988                                                  | 427                                                   | 113                                                   | 260                                                   |
| 1989                                                  | 598                                                   | 120                                                   | 173                                                   |
| 1990                                                  | 394                                                   | 122                                                   | 83                                                    |
| 1991                                                  | 418                                                   | 116                                                   | 98                                                    |
| 1992                                                  | 410                                                   | 106                                                   | 102                                                   |
| 1993                                                  | 447                                                   | 91                                                    | 93                                                    |
| 1994                                                  | 41                                                    | 72                                                    | 50                                                    |
| 1995                                                  | 371                                                   | 74                                                    | 62                                                    |
| 1996                                                  | 379                                                   | 62                                                    | -                                                     |
| 1997                                                  | 510                                                   | 84                                                    | -                                                     |
| 1998                                                  | 375                                                   | 85                                                    | 86                                                    |
| 1999                                                  | 291                                                   | 70                                                    | 74                                                    |
| 2000                                                  | 324                                                   | 81                                                    | 72                                                    |
| 2001                                                  | 291                                                   | 82                                                    | 84                                                    |
| 2002                                                  | 323                                                   | 74                                                    | 68                                                    |
| 2003                                                  | 295                                                   | 80                                                    | 74                                                    |
| 2004                                                  | 331                                                   | 84                                                    | 54                                                    |
| 2005                                                  | 318                                                   | 89                                                    | 59                                                    |
| 2006                                                  | 316                                                   | 72                                                    | 63                                                    |
| 2007                                                  | 280                                                   | 40                                                    | 54                                                    |
| 2008                                                  | -                                                     | -                                                     | -                                                     |
| 2009                                                  | 326                                                   | 72                                                    | 82                                                    |
| 2010                                                  | -                                                     | -                                                     | -                                                     |
| 2011                                                  | -                                                     | -                                                     | -                                                     |
| 2012                                                  | 276                                                   | 69                                                    | 69                                                    |
| 2013                                                  | 289                                                   | 57                                                    | 75                                                    |
| 2014                                                  | 290                                                   | 67                                                    | 108                                                   |
| 2015                                                  | 232                                                   | 56                                                    | 89                                                    |
| 2016                                                  | 259                                                   | 83                                                    | 60                                                    |
| 2017                                                  | 237                                                   | 79                                                    | 87                                                    |
| 2018                                                  | 228                                                   | 47                                                    | 65                                                    |
| 2019                                                  | 259                                                   | 61                                                    | 54                                                    |
| 2020                                                  | 211                                                   | 77                                                    | 41                                                    |
| 2021                                                  | -                                                     | -                                                     | -                                                     |
| 2022                                                  | 211                                                   | 102                                                   | 90                                                    |
| 2023                                                  | 271                                                   | 76                                                    | 77                                                    |
| 2024                                                  | 252                                                   | 25                                                    | 34                                                    |

## Patrimoine ferroviaire
Le bâtiment voyageurs, construit par la Compagnie du Nord - Belge est présent sur le site en bon état ; il a récemment été restauré. Ce bâtiment "standard", doté d'ailes de quatre travées, est identique à ceux bâtis en France par les Chemins de fer du Nord. Il possède encore sa marquise de quai.

Gare de Thuin
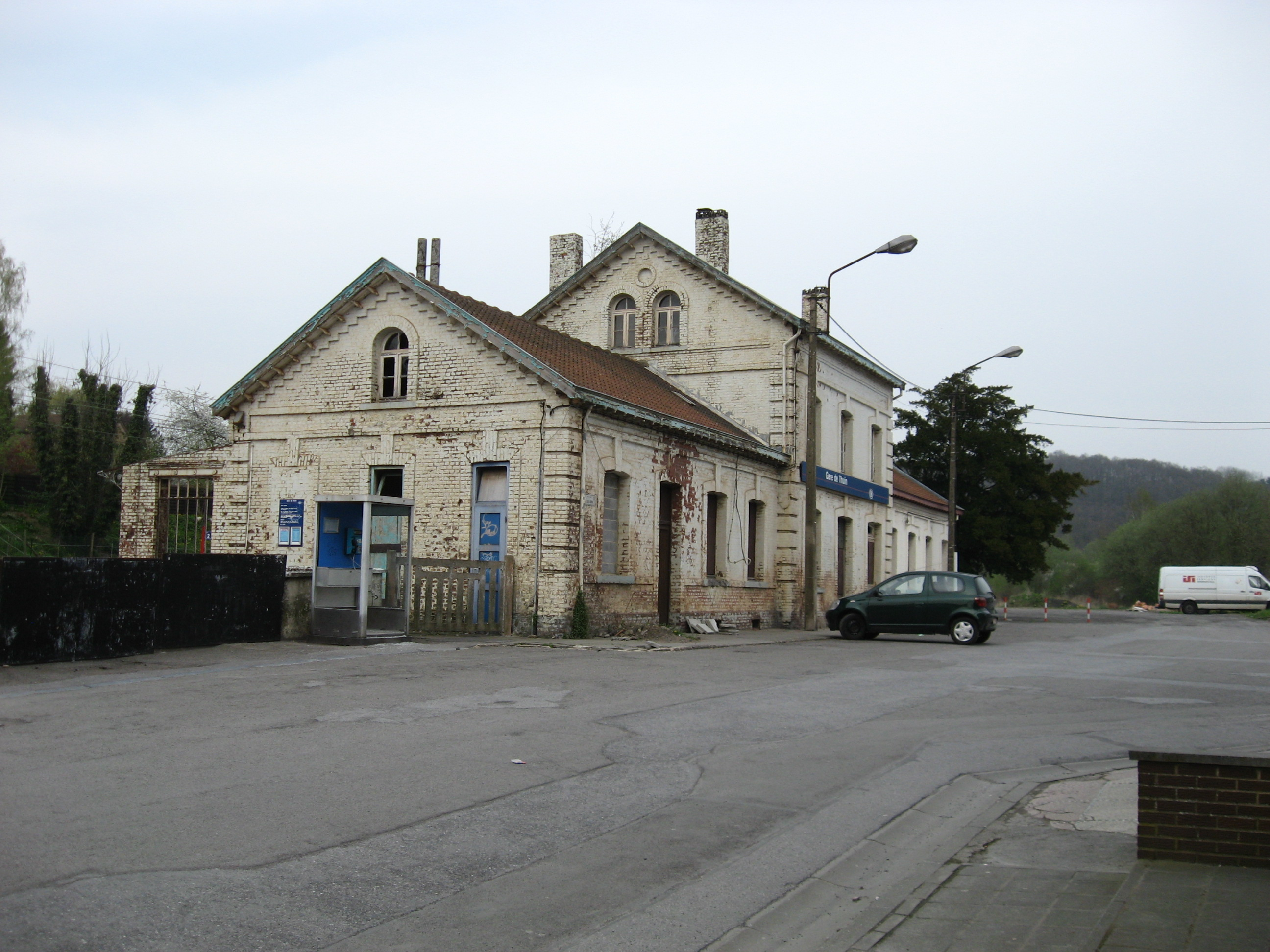
Le bâtiment voyageurs en 2009
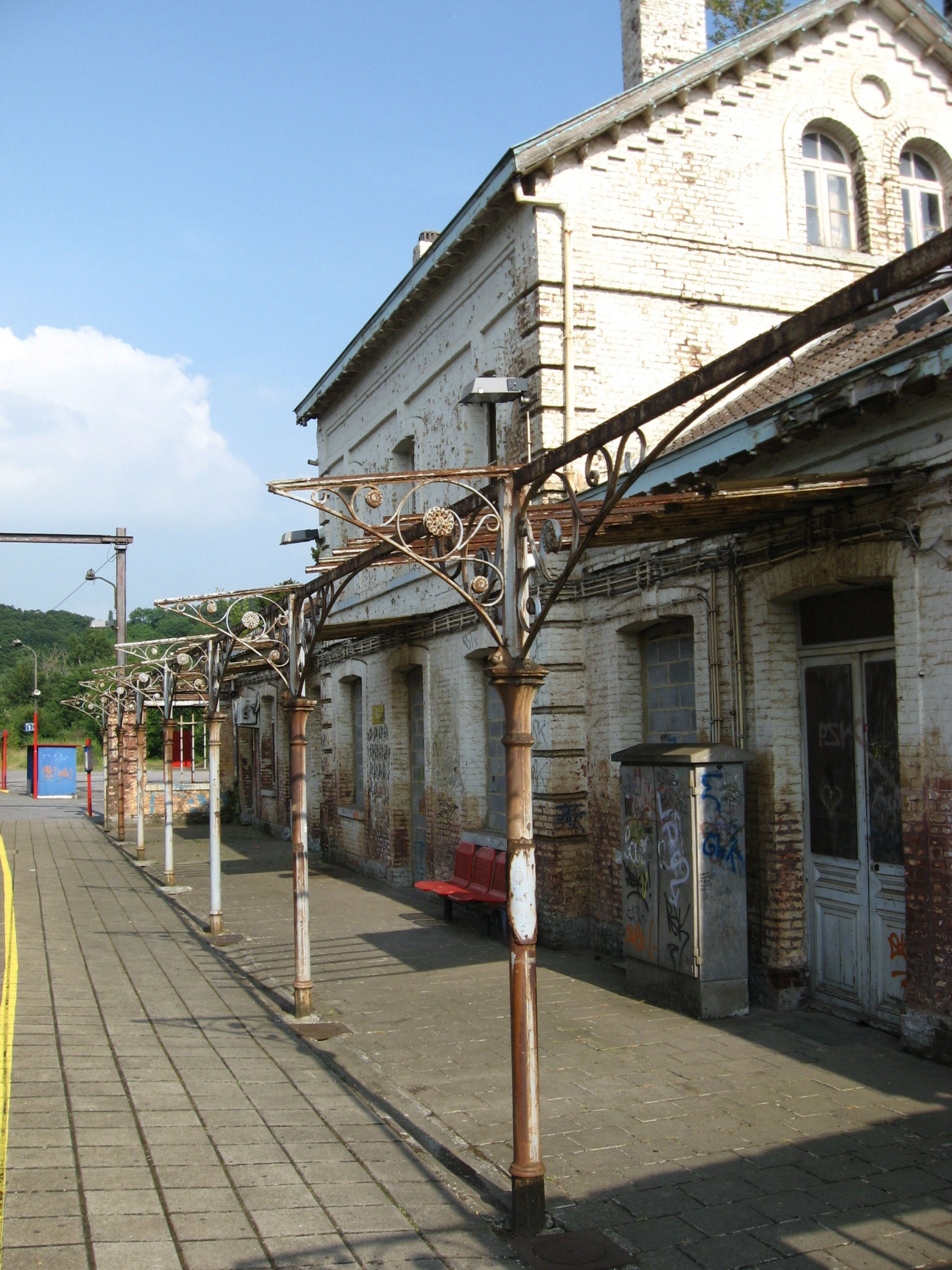
Le bâtiment voyageurs en 2009
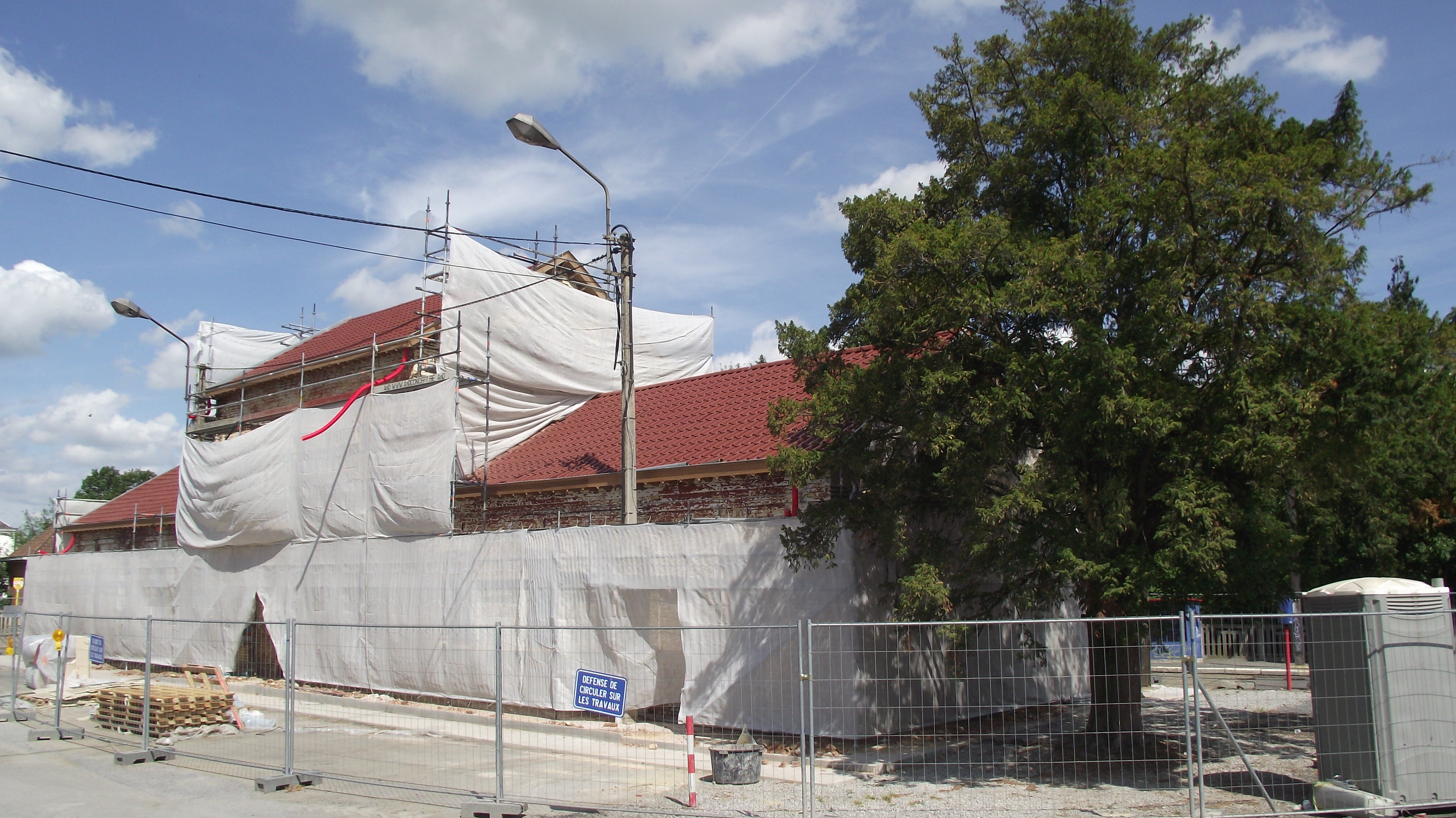
Le bâtiment voyageurs en cours de restauration (2011)
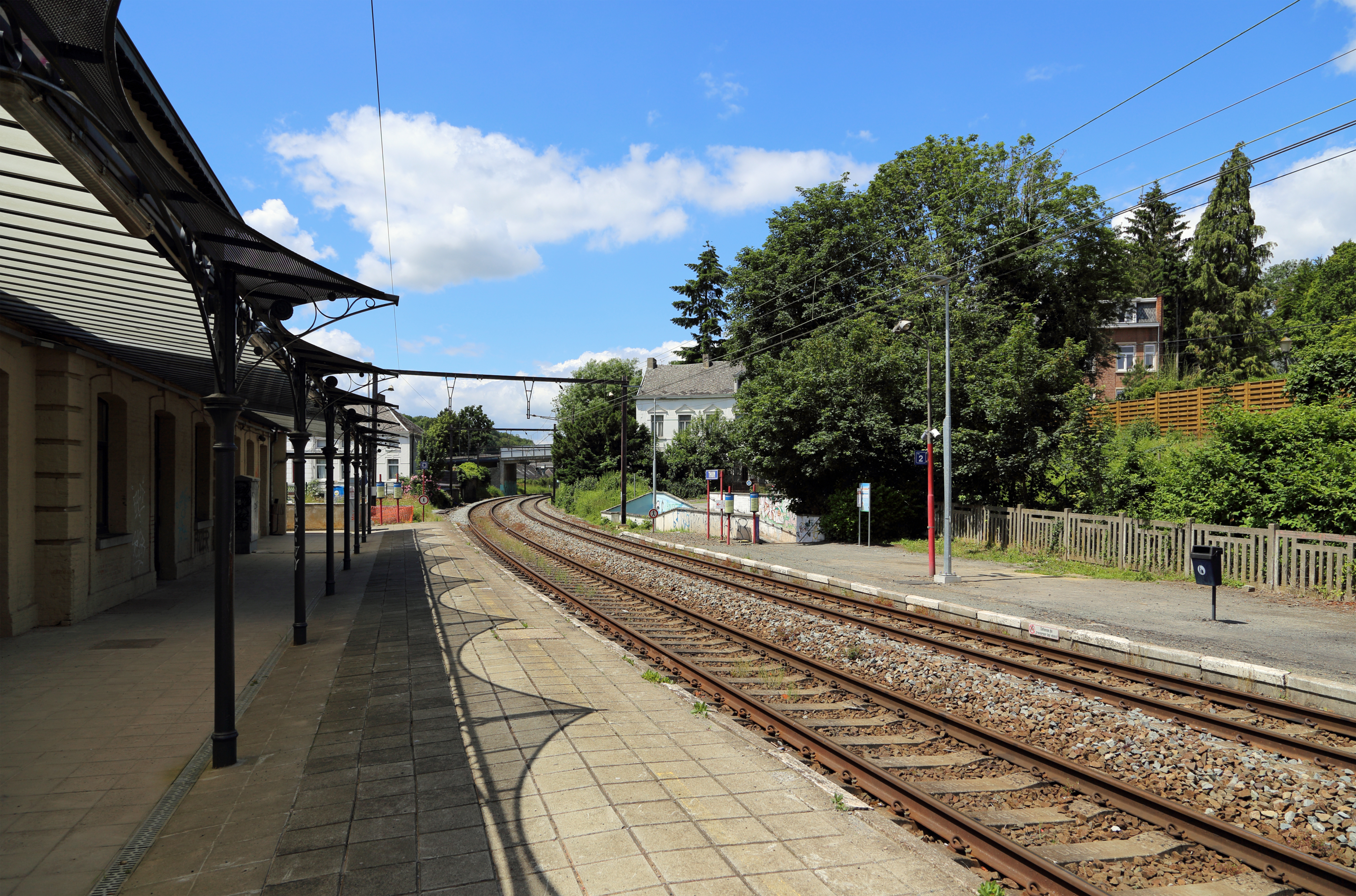
Les quais et les voies en 2019